# حسام حورانی
حسام حورانی (انگلیسی: Husam Hourani) بازیکن فوتبال اهل سوریه است.
وی عضو تیم ملی فوتبال سوریه در جام ملت‌های آسیا ۱۹۸۰ و جام ملت‌های آسیا ۱۹۸۴ بوده‌است.